# 정친왕
화석정친왕(중국어: 和碩鄭親王, 만주어: ᡥᠣᡧᠣᡳ
ᡠᠵᡝᠨ
ᠴᡳᠨ ᠸᠠᠩ Hošoi ujen cin wang)은 청나라의 세습친왕이다.  '정(鄭)'은 만주어 'ujen(우전)'을 의역한 것으로, '정중한'을 뜻한다. 초대 경친왕은 아이신 교로 지르가랑으로 탁시의 손자이다.
칭호의 첫 번째 소유자는 슈르하치(Šurhaci)의 여섯 번째 아들인 지르갈랑이었다. 그는 1636년 누르하치(청 왕조의 창시자)의 아들이자 후계자인 그의 사촌인 홍타이지에 의해 칭호를 수여받았다. 그의 아들 제도(濟度)가 간친왕(簡親王, 만주어: ᡥᠣᡧᠣᡳ
ᡴᡝᠮᡠᠩᡤᡝ
ᠴᡳᠨ ᠸᠠᠩ Hošoi kemungge cin wang)에 봉해졌고, 훗날 작위 세습을 허락 받아, 청나라 8대 철모자왕 중 하나가 되었고, 양람기의 기주(旗主)가 되었다. 건륭제때 다시 간친왕에서 정친왕으로 돌아오고, 칭호는 10대에 걸쳐 계승되었으며, 8명의 왕자는 정태자, 9명의 왕자는 건태자였다.

## 역대 정친왕가(鄭親王家) 가주
|        | 봉호                           | 시호       | 이름                         | 가계            | 재위년도        | 기록             |
| ------ | ------------------------------ | ---------- | ---------------------------- | --------------- | --------------- | ---------------- |
| 1      | 정친왕(鄭親王)                 | 헌(獻)     | 제이합랑(濟爾哈朗) Jirgalang | 슈르하치의 6남  | 1636년 ~ 1655년 |                  |
| 2      | 간친왕(簡親王)                 | 순(純)     | 제도(濟度) Jido              | 제이합랑의 차남 | 1657년 ~ 1660년 |                  |
| 3      | 간친왕(簡親王)                 | 혜(惠)     | 덕색(德塞) Dese              | 제도의 3남      | 1661년 ~ 1670년 |                  |
| 4      | 간친왕(簡親王)                 |            | 라포(喇布) Labu              | 제도의 차남     | 1670년 ~ 1681년 | 1682년 작위 추탈 |
| 5      | 간친왕(簡親王)                 | 수(修)     | 아포(雅布) Yabu              | 제도의 5남      | 1683년 ~ 1701년 |                  |
| 6      | 간친왕(簡親王)                 |            | 아이강아(雅爾江阿) Yarjangga | 아포의 장남     | 1703년 ~ 1726년 | 1726년 작위 박탈 |
| 7      | 간친왕(簡親王)                 |            | 신보주(神保住)               | 아포의 14남     | 1726년 ~ 1748년 | 1748년 작위 박탈 |
| (추봉) | 간친왕(簡親王)                 | 정정(靖定) | 비양무(費揚武) Fiyanggū      | 슈르하치의 8남  | (추봉)          | 1748년 추봉      |
| (추봉) | 간친왕(簡親王)                 | 혜헌(惠獻) | 부라탑(傅喇塔) Fulata        | 비양무의 4남    | (추봉)          | 1748년 추봉      |
| (추봉) | 간친왕(簡親王)                 |            | 복존(福存)                   | 부라탑의 아들   | (추봉)          | 1748년 추봉      |
| 8      | 간친왕(簡親王)                 | 의(儀)     | 덕패(德沛)                   | 복존의 아들     | 1748년 ~ 1752년 |                  |
| (추봉) | 간친왕(簡親王)                 | 무(武)     | 파이감(巴爾堪)               | 제이합랑의 4남  | (추봉)          | 1752년 추봉      |
| (추봉) | 간친왕(簡親王)                 | 양민(襄愍) | 파새(巴賽)                   | 파이감의 장남   | (추봉)          | 1752년 추봉      |
| 9      | 간친왕(簡親王)                 | 근(勤)     | 기통아(奇通阿)               | 파새의 10남     | 1752년 ~ 1763년 |                  |
| 10     | 간친왕(簡親王)                 | 각(恪)     | 풍눌형(豊訥亨)               | 기통아의 아들   | 1763년 ~ 1775년 |                  |
| 11     | 정친왕(鄭親王)                 | 공(恭)     | 적합납(積哈納)               | 풍눌형의 아들   | 1776년 ~ 1794년 |                  |
| 12     | 정친왕(鄭親王)                 | 신(愼)     | 오이공아(烏爾恭阿) Ulgungga  | 적합납의 아들   | 1794년 ~ 1846년 |                  |
| 13     | 정친왕(鄭親王)                 |            | 단화(端華) Duwanhūwa         | 오이공아의 3남  | 1846년 ~ 1861년 | 작위 추탈        |
| 14     | 불입팔분보국공(不入八分輔國公) |            | 악영(岳齡)                   |                 | 1862년 ~ 1864년 |                  |
| 15     | 정친왕(鄭親王)                 |            | 승지(承志)                   |                 | 1864년 ~ 1871년 | 1871년 작위 박탈 |
| 16     | 정친왕(鄭親王)                 | 순(順)     | 경지(慶至)                   | 적합납의 손자   | 1871년 ~ 1878년 |                  |
| 17     | 정친왕(鄭親王)                 | 각(恪)     | 개태(凱泰)                   | 경지의 아들     | 1878년 ~ 1900년 |                  |
| 18     | 정친왕(鄭親王)                 |            | 조후(照煦)                   | 개태의 아들     | 1902년 ~ 1945년 |                  |

## 같이 보기
- 팔기제
- 양람기
- 철모자왕